# Isla Bylot
La isla Bylot (en inglés: Bylot Island) es una isla del archipiélago Ártico Canadiense situada en del extremo norte de la isla de Baffin, en el territorio de Nunavut. Con una superficie de 11 067 km², ocupa el puesto 71.º de las islas mayores del mundo y el  17.º de las islas mayores de Canadá. Aunque no existen asentamientos permanentes en la isla, los inuit de Pond Inlet y otros lugares viajan regularmente a ella. 
La isla lleva su nombre en honor Robert Bylot, explorador del Ártico inglés que fue el primer europeo en avistarla en 1616. El capitán ballenero William Adams fue el primero en demostrar la naturaleza insular de la isla en 1872.

## Geografía
Las montañas de la isla de Bylot forman parte de las montañas Byam Martin, que a su vez son parte de los montes Baffin de la cordillera Ártica. Además de la montaña Angilaaq, son notables la montaña Malik, el monte St. Hans y el monte Thule. La bahía Tay está en la costa oeste. Los acantilados verticales a lo largo de la costa están formados por dolomita precámbrica. Hay numerosos glaciares. La costa occidental se enfrenta a Navy Board Inlet. La costa norte de la isla, frente al Lancaster Sound, es un área de guarida de maternidad de osos polares. Belugas, ballenas de Groenlandia, focas arpa, narvales y focas anillada frecuentan la zona.

## Áreas protegidas
Casi la totalidad de la isla está dentro del parque nacional Sirmilik, albergando  grandes poblaciones de aves, como la araos de pico grueso (Uria lomvia) grandes ánsares nivales  (Chen caerulescens) y gaviotas tridáctilas (Rissa tridactyla). El área este de la isla está designada federalmente como el Santuario de Aves Migratorias de la Isla Bylot. Tres áreas están clasificadas como áreas importantes para la conservación de las aves en Canadá: cabo Graham Moore, cabo Hay y la llanura suroeste de Bylot.